# Lonchocarpus whitei
Lonchocarpus whitei är en ärtväxtart som beskrevs av Cyrus Longworth Lundell. Lonchocarpus whitei ingår i släktet Lonchocarpus och familjen ärtväxter. Inga underarter finns listade i Catalogue of Life.